# Nightingale Classic
Nightingale Classic je švýcarský CD label, který vznikl v roce 1993. Nahrávky převážně dokumentují výkony sopranistky Edity Gruberové. Světovou distribuci nosičů zajišťuje firma Naxos